# Phyllachora fici-septicae
Phyllachora fici-septicae är en svampart som beskrevs av Sawada 1942. Phyllachora fici-septicae ingår i släktet Phyllachora och familjen Phyllachoraceae.   Inga underarter finns listade i Catalogue of Life.